# 栃木西部・会津南道路
栃木西部・会津南道路（とちぎせいぶ・あいづみなみどうろ）は、福島県南会津郡南会津町を起点に栃木県日光市に至る延長約60 kmの地域高規格道路（国道121号）の路線名である。
会津縦貫北道路、会津縦貫南道路と共に会津地方の南北を結ぶ高速交通の要となる路線である。

## 歴史
1998年6月16日、候補路線に指定。